# Миклеушка
Миклеушка је насељено место у саставу Града Кутине, у Мославини, Хрватска. У селу постоји Храм Светог пророка Илије, Српске православне цркве.

## Историја
Миклеушка је почетком 20. века село са околним селима: Влајничка, Володер, Кутиница, Подбрђе, Поповача, и Српско Селиште. Политичка општина за Миклеушку налазила се у трговишту Кутини, а црквена општина у месту. Од укупно 569 домова, њих 286 су били српски; а од укупног броја становника - 5007, на Србе православце отпада 1559 душа или 31%.
Од јавних здања у Миклеушки важни су православна црква и комунална школа. Пошта и телеграф су инсталирани у Кутини.
Председник црквене општине 1905. године је јеромонах Нићифор Грубић, рођен 1848. године у месту Нови Пављани, а он је и месни парох. Православни храм Св. Илије сазидан је 1758. године а обновљен 1882. године. Православна парохија је 5. класе, има парохијски дом, сесију земље и српско православно гробље. Матрикуле црквене су заведене још 1762. године. Филијална црква у Кутиници је посвећена Св. великомученку Георгију.
Основна школа је комуналног статуса, изводи се настава у једном здању из 1900. године. У школу долази 82 ученика и још одраслије деце њих 21 за пофторну школу.

## Становништво
На попису становништва 2011. године, Миклеушка је имала 140 становника.

## Попис1991.
На попису становништва 1991. године, насељено место Миклеушка је имало 223 становника, следећег националног састава:
| Попис 1991.‍  | Попис 1991.‍  | Попис 1991.‍ | Попис 1991.‍ | Попис 1991.‍ |
| ------------ | ------------ | ----------- | ----------- | ----------- |
|              |              |             |             |             |
| Срби         | Срби         |             | 171         | 76,68%      |
| Хрвати       | Хрвати       |             | 31          | 13,90%      |
| Југословени  | Југословени  |             | 7           | 3,13%       |
| Црногорци    | Црногорци    |             | 1           | 0,44%       |
| неопредељени | неопредељени |             | 12          | 5,38%       |
| непознато    | непознато    |             | 1           | 0,44%       |
| укупно: 223  |              |             |             |             |